# Savezni sekretarijat za vanjske poslove SFRJ
Savezni sekretarijat (ministarstvo) za inostrane (vanjske) poslove SFRJ predstavljao je središnje tijelo državne uprave savezne države, sa sjedištem u glavnom gradu socijalističke Jugoslavije, u Beogradu. Savezni sekretar (ministar) za vanjske poslove bio je član Saveznog izvršnog vijeća (Vlade) Skupštine SFRJ. Kao takvo, ovo središnje tijelo državne uprave na saveznoj razini, djelovalo je u kontinuitetu, u razdoblju od 1945. do 1990.,odnosno 1991., uz česte promjene u nazivlju i unutarnjoj organizacijskoj strukturi. 
Savezni je sekretarijat upravljao razgranatom mrežom diplomatskih i konzularnih predstavništva socijalističke Jugoslavije u svijetu.  

## Popis saveznih sekretara (ministara) za inostrane (vanjske) poslove Jugoslavije, 1945. - 1990.
- Ivan Šubašić, 5. ožujka 1945. - 17. listopada 1945.
- Josip Broz Tito, 30. studenoga 1945. - 31. siječnja 1946.
- Stanoje Simić, 1. veljače 1946. - 31. kolovoza 1948.
- Edvard Kardelj, 31. kolovoza 1948. - 14. siječnja 1953.
- Koča Popović, 15. siječnja 1953. - 23. travnja 1965.
- Marko Nikezić, 23. travnja  1965. - 25. prosinca 1968.
- Mišo Pavićević, 25. prosinca 1968. - 25. travnja 1969.
- Mirko Tepavac, 25. travnja 1969. - 1. studenoga 1972.
- Jakša Petrić (vršitelj dužnosti), 1. studenoga 1972. - 15. prosinca 1972.
- Miloš Minić, 16. prosinca 1972. - 17. svibnja 1978.
- Josip Vrhovec, 17.  svibnja 1978. - 17. svibnja 1982.
- Lazar Mojsov, 17. svibnja 1982. - 15. svibnja 1984.
- Raif Dizdarević, 15. svibnja 1984. - 30. prosinca 1987.
- Budimir Lončar, 31. prosinca 1987. - 12. prosinca 1991.
- Milivoje Aleksić, 12. prosinca 1991. - 28. travnja 1992. (raspad SFRJ, 8. listopada 1991. nezavisnost RH i R. Slovenije).